# Małgorzata Szeptycka
Małgorzata Szeptycka (ur. 13 czerwca 1964 w Bogatyni) – polska aktorka telewizyjna, filmowa i teatralna.

## Kariera
W 1987 roku zadebiutowała w teatrze Justyna, czyli niedole cnoty. Aktualnie gra Beatę Barską w serialu Lombard. Życie pod zastaw, emitowanym w TV Puls. Jej najbardziej rozpoznawalną rolą, jest Ewa Połczyńska w serialu Polsatu Życie jak poker.

## Życie prywatne
Jest matką aktora Kamila Szeptyckiego.

## Filmografia
- 1997: Lata i dni – Ewa
- 1998–1999: Życie jak poker – Ewa Połczyńska
- 2003: Świat według Kiepskich – redaktorka (odc. 149)
- 2004: Fala zbrodni – Popielska (odc. 18)
- 2005: Biuro kryminalne – Sonja Celner (odc. 2)
- 2006: Na dobre i na złe – matka Kamila i Olka (odc. 247)
- 2007: Pogoda na piątek – matematyczka
- 2007: Biuro kryminalne – Janina Kozioł (odc. 25)
- 2008: Przeznaczenie – Sabina Smolicz (odc. 1, 8, 11)
- 2012: Pierwsza miłość – Buczkowska, matka Mirki (odc. 1516)
- 2014: Prawo Agaty – Szymańska, szefowa Nataszy Michalak (odc. 73)
- od 2017: Lombard. Życie pod zastaw – Beata Barska
- 2020: Reporterzy. Z życia wzięte – Beata Barska (odc. 3)
- 2020: O mnie się nie martw – Giżyńska, matka Karoliny (odc. 159)
- 2020: Osiecka – sekretarka Związku Literatów Polskich (odc. 4)
- 2021: Powrót do tamtych dni – pani Słabiak, matka Daniela
- 2022: Bunt! – pani inżynier
- od 2023: Pierwsza miłość – Krystyna Kania